# Салатиил
Салатиил (на иврит: שאלתיאל, Салафиил) – в християнството (предимно в православната традиция), е архангел на молитвите, вечен застъпник пред Бога за хората, който ги подбужда да се молят, молитвеник за спасение и здраве. Името Салатиил в перевод от еврейски език означава – молитва към Бога, молитвеник Божий, подбуждащ към молитва.
Името на този архангел се споменава във второканоничната Трета книга на Ездра (3 Езда 5:16,31): „...И на втората нощ дойде при мене Салатиил, народният вожд...“ (5:16), „...пратен ми бе Ангелът, който беше дохождал при мене по преди нощем...“
(5:31)
Според преданията, архангел Салатиил се явява на Агар в пустинята, докато тя се моли. "...И още и рече Ангелът господен: ето, ти си трудна, и ще родиш син, и ще го наречеш с име Измаил; защото Господ чу твоето страдание..." (Бит. 16:11)
В православната иконография от XVIII-XIX век Салатиил се изобразява със склонени глава и поглед, и с ръце, притиснати към гърдите, както при човек, който се моли в умиление. 
Православната църква почита архангела на празника „Събор на архистратиг Михаил и другите безплътни сили“ (Архангеловден) на 8 ноември.